# Ľuboš Micheľ
Ľuboš Micheľ (født 16. maj 1968 i Tjekkoslovakiet) er en tidligere slovakisk fodbolddommer. Han dømte internationalt under det internationale fodboldforbund FIFA fra 1993 til 2010, hvor han var placeret i den europæiske dommergruppe. Da han startede som international dommer var Micheľ blot 25 år.
Han har deltaget ved to VM slutrunder (2002 og 2006) samt to EM-slutrunder (2004 og 2008). På grund af skader måtte han opgive at deltage ved VM 2010 og har herefter måtte indstille sin karriere.

## Karriere
Micheľ dømte UEFA Champions League finalen 2008 mellem Manchester United og Chelsea i Moskva.

### VM 2002
- Paraguay – Sydafrika  (gruppespil)

### VM 2006
- Sverige – Paraguay  (gruppespil)
- Portugal – Mexico  (gruppespil)
- Brasilien – Ghana  (ottendedelsfinale)
- Tyskland – Argentina  (kvartfinale)

### EM 2004
- Grækenland – Spanien  (gruppespil)
- Schweiz – Frankrig  (gruppespil)
- Sverige – Holland  (kvartfinale)

### EM 2008
- Schweiz – Tyrkiet  (gruppespil)
- Frankrig – Italien  (gruppespil)
- Holland – Rusland  (kvartfinale)

## Kampe med danske hold
- Den 14. august 1996: Venskabskamp: Sverige – Danmark 0-1
- Den 4. november 1998: Champions Leagua gruppespil: Manchester United – Brøndby IF 5-0
- Den 6. december 2001: UEFA Cup 3. runde: Brøndby IF – Parma 0-3
- Den 30. marts 2005: Kvalifikation til VM 2006: Ukraine – Danmark 1-0
- Den 13. oktober 2007: Kvalifikation til EM 2008: Danmark – Spanien 1-3